# Platylomalus oceanitis
Platylomalus oceanitis är en skalbaggsart som först beskrevs av Sylvain Auguste de Marseul 1855.  Platylomalus oceanitis ingår i släktet Platylomalus och familjen stumpbaggar. Inga underarter finns listade i Catalogue of Life.